# عاصی زنبوری
عاصی زنبوری (متولد سال ۱۳۰۶) از خواننده‌های مطرح خوزستانی در دههٔ ۴۰ میلادی بین عرب‌های خوزستان می‌باشد. عاصی زنبوری با سازهایی همچون قانون، عود، کمانچه، رباب و ایقاع می‌خواند.

## عاصی زنبوری و خوانندگان هم دوره
او از هنرمندان و خوانندگان موسیقی عربی در دوره خودش مانند سید جواد، اخضیر ابوعنب، رزاق شاخوره، عبدالامیر ادریس، عبدالامیر عیدانی، احمد کنعانی، حسون معشوری، یونس خلف، حمدی صالح، علی رشداوی، حبیب بندقیلی، حسان اگزار، موزان حمد، حسن القیم و حمید محمد الحمد به عنوان دوست و مشوق خود یاد می‌کند.

مراسم تقدیر از عاصی زنبوری در سال ۲۰۱۰

## مراسم تقدیر
در سال ۱۳۹۱ مراسمی به پاس قدردانی از این خواننده با همت گروهی از دوستداران موسیقی در اهواز برگزار شد. در این مراسم شخصیت‌هایی مانند موسی سیادت (مورخ)، محمد حزبایی (روزنامه‌نگار)، عبدالنبی قیم (محقق و فرهنگ‌نویس)، سید کاظم قریشیان (نمایشنامه‌نویس)، قالب الاصیل (خواننده) و قاسم منصور آل‌کثیر (پژوهشگر) حضور داشتند.